# Ендру Давенпорт
Ендру Давенпорт (10. јун 1965) je енглески продуцент, сценариста, композитор, луткар и глумац, специјализован у прављењу телевизијских и штампаних садржаја за децу.
Давенпорт је створио Телетабисе са Ан Вуд и написао сценарио за свих 365 епизода.
Створио је У ноћној башти, написао је сценарио за свих 100 епизода и компоновао је сву музику за серију.
Познат је по стварању многоепизодних и технолошки напредних продукција, дизајнираних за развојно специфичну публику, који успешно привлаче циљну узрастну групу.
У марту 2012. добио је награду Шајн групе за креирање трдиционалних и интерактивних садржаја за децу, углавном за предшколце.

## Биографија
Ендру Давенпорт је рођен у Фокстону, Кент. Ишао је у школу Hayes, а затим студирао говорне науке на Лондонском универзитету. 
Био је председник драмског друштва Лондонског универзитета 1986/7. и на матури је основао компанију са партнерком из драмског друштва, Кејт Френс, појављујући се у Ричард Демарко галерији (Единбург), институту модерне уметности, Серпентинској галерији (Лондон), Théâtre de la Bastille (Париз), драмском позоришту Јермолове (Москва).
1992. снимљен је како плеше на Сохо крову за кратки филм Joy, тај наступ је послужио као надахнуће за Anticipation Guinness рекламу.
Давенпорт је модел у Gilbert & George раду из 1992. - Eye.

## ТВ каријера
1993-1998 Давенпорт је створио и глумио лутку Тајни у дечјој серији Tots TV, која је два пута освојила дечје награде БАФТА. Такође је написао сценарио за 2 од 298 епизода.
1994 Глумио је раскалашног разбојника у две епизоде серије Brum, док је писао сценарио за неколико епизода.
1997-2001 Давенпорт је стврио Телетабисе са Ан Вуд и написао је сценарио за свих 365 епизода.
2002-2003 Написао је сценарио за освајача БАФТА Teletubbies Everywhere.
2007-2008 Створио је, написао сценарио и компоновао музику за освајача БАФТА У ноћној башти.

## Награде
- БАФТА У ноћној башти - Најбоља дечја играна серија
- БАФТА Teletubbies Everywhere - Најбоља дечја играна серија
- Краљевско телевизијско друштво Телетабиси - Најбоља предшколска серија
- БАФТА Телетабиси - Најбољи предшколски програм
- Краљевско телевизијско друштво Телетабиси - 24. јапанска награда светског такмичења, освајач велике награде, категорија предшколско образовање
- Краљевско телевизијско друштво Телетабиси - Награда за дечју забаву
- БАФТА Tots TV - Најбољи предшколски програм